# Johann Arndt
Johann Arndt, född 27 december 1555 i Ballenstedt i Anhalt, död 11 maj 1621 i Celle, var en tysk teolog och mystiker, en av den evangelisk-lutherska kyrkans lärare, kallad reformationens reformator.

## Biografi
Arndt studerade vid universiteten i Helmstedt, Wittenberg, Strassburg och Basel och hade först för avsikt att bli läkare, men valde kyrkans tjänst efter en livshotande sjukdom. Till en början fick han anställning som diakon och skollärare i sin födelsestad, men blev 1583  kyrkoherde i Badeborn. Hans uppträdande mot hertig Johan Georgs reformerta sympatier väckte honom dock misshag. Han motsatte sig avskaffandet av exorcism och bilder i kyrkorna och avsattes 1590 från sitt ämbete. Samma år började han i Quedlinburg, där han i nio år verkade som församlingslärare. År 1599 började han en tjänst som predikant vid Martinskyrkan i Braunschweig.
Från Braunschweig kallades Arndt 1608 till pastor och konsistorieledamot i Eisleben, vilken plats han dock 1611 utbytte mot generalsuperintendenturen i Celle. På denna post förberedde han och medverkade till omgestaltningen av den lüneburgska kyrkoordningen, som ännu är gällande.

## Författarskap
Med hänvisning till ett moraliskt förfall under krigsåren och med avsikt att vända studenternas och prästernas uppmärksamhet från disputationsteologi och lärdomsskolastik till det kristna livets rättfärdighet, gav han 1606-1610 ut Fyra böcker om en sann kristendom  som översattes och utgavs på många europeiska språk  och näst efter bibeln och jämte Thomas a Kempis’ ”Om Kristi efterföljelse” blev den mest spridda uppbyggelseboken i världen. Denna följdes av Paradis lustgård, Andliga skattkammare, Förklaring öfver Psaltaren med flera.
Arndts "Om den sanna kristendomen" hade influerats av Valentin Weigels "Betbüchlein" och den anonyma skriften ”Theologia Germanica”, och han hade hämtat hela kapitel ur den tyska förreformatoriska mystiken. Detta medförde att han blev kritiserad från lutherskt håll för bristande renlärighet, men han försvarades framgångsrikt av sin lutherskt ortodoxe elev Johann Gerhard. 
I Arndts ”Sanna kristendom” står den mystiska föreningen med Gud i centrum. Denna uppnås genom att människan helt tömmer sig på sig själv så att Gud kan leva i henne istället. Hans verk fick ett stort inflytande inom den protestantiska världen och blev en även i katolska länder uppmärksammad och uppskattad andaktsbok.
Arndts "Paradijs lustgård" trycktes första gången 1648, och utkom sedan i flera upplagor, senast 1898. "Andeliga skattkammare" har sedan 1839 utkommit i mer än 20 upplagor.
Hans psalm Svinga dig, min ande opp översattes till svenska av Christoffer Olofsson Angeldorff (nr 132 i Svenska Missionsförbundets Sångbok 1920). Han finns inte representerad i någon av Svenska kyrkans psalmböcker från 1819 och till nutid.
En fullständig upplaga av hans skrifter utgavs av Johan Jakob Rambach med början 1734.

## Arndts ”Sanna kristendom”
Arndts berömmelse vilar framförallt på hans fyra böcker om en Sann kristendom. I dessa hade han bearbetat och sammanfattat den senmedeltida tyska mystiken (Eckhart, Tauler m fl), men också influerats av ex Thomas a Kempis.
I tredje boken av ”Sann kristendom” anger Arndt att han önskar introducera Tauler och ge en slags sammanfattning av dennes mystiska teologi. Han skriver att den syftar till att läsaren skall finna ”Guds rike inom sig”, som vi alltid bär inom oss, dolt för oss själva och för världen. Människans uppgift är att gå in i sig själv och där finna denna dolda skatt, som är ”Gud med sitt ljus och väsen i själens innersta grund”.
En människa kan inget göra för sin egen frälsning, utan Gud ensam verkar allt när hon överlämnar sig till honom och låter honom behandla henne, så som läkaren behandlar den sjuke.
Genom att tömma oss på oss själva och på världen kan vi istället bli fyllda av Guds fullhet, och därigenom delaktiga i den gudomliga naturen; bli förenade med Gud. En själ som på ett sådant sätt är förenad med Gud är ”gudomlig”. 
Arndt skriver vidare att Gud förvisso fyller både himmel och jord med sin närvaro och är i alla ting på ett obegripligt sätt, men att han på ett alldeles särskilt och verkligt sätt är i en upplyst människas själ. Summan av tredje boken är, att ”liksom solen skiner av sig själv, dagen är ljus av sig själv, källan strömmar av sig själv, och regnen faller ned och fruktbargör jorden av sig själv, så ingjuter den helige Ande sig i en troende själ, som lyfter sig från världen till Gud.”
I sin fjärde bok söker Arndt visa hur Gud uppenbarar sig i världen och i naturen, och hur hela skapelsen bär vittnesbörd om honom; allt flyter tillbaka och leder till den enda, eviga och levande källan, som är Gud själv.
Försoningen beskrivs hos Arndt oftare som ett kärleksdrama, där Gud förenar sig med människan, än som en rättssak där Kristus påtager sig hennes synd.

## Arndt i Sverige
Arndt var också i Sverige länge en uppskattad och inflytelserik författare. 
Kyrkoherden i Reval Johannes Knopius berättade i ett brev till Arndt 1617 att flera svenska stormän tagit starka intryck av hans skrifter, och nämner bl a Gabriel Bengtsson Oxenstierna och dennes maka Anna Banér, och Jakob De la Gardie. Om den sistnämnde berättas det i flera tyska upplagor av ”Sann kristendom” att den svenske fältherren i fält var oskiljaktig från dessa andaktsböcker och till natten hade dem som huvudkudde. Bland de tidiga svenska Arndtläsarna fanns också kung Gustav II Adolf själv och hans halvbror Carl Carlsson Gyllenhielm.
Arndts "Sanna kristendom" utkom på svenska första gången 1647 översatt av Stefan Muraeus Larsson, och understödd av ärkebiskopen Laurentius Paulinus Gothus. Strängnäsbiskopen Johannes Matthiæ Gothus anbefallde sitt stifts alla präster denna upplaga.
Till dem som under denna tid influerades av Arndt hörde Jesper Swedberg och Moraprosten Jakob Boëthius. Den senare citerade Arndt som auktoritet för sina kyrkliga reformkrav.
En ny svensk upplaga av ”Sann kristendom” utkom 1695 samt utgavs sedan minst 30 gånger under 1700- och 1800-talen.
Arndts ”Sanna kristendom” lästes flitigt av de karolinska soldater som hamnade i rysk fångenskap efter 1709, och bidrog där till den begynnande pietistiska väckelsen. Inte bara på de vanliga soldaterna gjorde Arndt djupa intryck utan också på höga herrar som Jöran Nordberg, greve Piper och Rehnskiöld.
I ett senare skede kan Arndts inflytande skönjas i Hedvig Charlotta Nordenflychts och hennes make Jacob Fabricius diktning, när de sjunger om själens eviga längtan tillbaka till sin gudomliga källa.
Påverkan från Arndt syns också hos de svenska allmogemålarna på 1700- och 1800-talet, i deras bilder i kyrkorna. Motivet med ett brinnande hjärta med eldslågor, ibland prytt med vita vingar, stammar från 1700-talsupplagor av Arndts ”Paradislustgård” vilka rymmer kopparstick med exakt samma motiv.
Arndt fortsatte att läsas flitigt under hela 1800-talet. Till dem som under detta sekel tog djupa intryck hörde ex Peter Lorentz Sellergren. Arndts ”Sanna kristendom” fortsatte att utkomma i nya upplagor, och 1855 gjorde Christoffer Olofsson Angeldorff en försiktig redigering. För dess fortsatta utgivning efter dess, se bibliografi nedan.
Den svenske prästen Fredrik Sidenvall understryker att Arndts ”Sanna kristendom” var ”en av de mest spridda andaktsböckerna i svenskt fromhetsliv under fyra sekler” och Nordisk familjebok beskriver 1904 Arndt som ”en av det svenska folkets älsklingsförfattare under mer än 250 år”.

## Fotnot
1. ↑  I nyare tider även på tamil.

## Psalmer
- Får på ditt dyra huvud
- O Jesus, du min glädje är
- Svinga dig, min ande opp Finns på Wikisource.
- Säll den som håller Jesus kär Finns på Wikisource.